# Master Limited Partnership
Eine Master Limited Partnership (MLP) ist eine in den USA im Jahr 1987 geschaffene Unternehmensrechtsform, eine „Art begrenzt haftenden Teilhaberschaft, die öffentlich gehandelt wird“. In der Struktur ähnelt eine MLP einer Kommanditgesellschaft auf Aktien – KGaA, jedoch unterscheiden sie sich bei der Besteuerung. Originäres Ziel  bei der Einführung von MLPs ist die Förderung von Infrastrukturprojekten in den USA, die den inländischen Anlegern in den USA eine Steuervergünstigung verspricht.